# Axila
Axila é a parte do corpo imediatamente oposta à parte exterior do ombro. Parte interna do braço na parte em que o membro se liga ao tronco, exatamente na articulação.
É comum a utilização de desodorante nas axilas para evitar o odor causado pela transpiração do local unido às suas bactérias .

## Axila

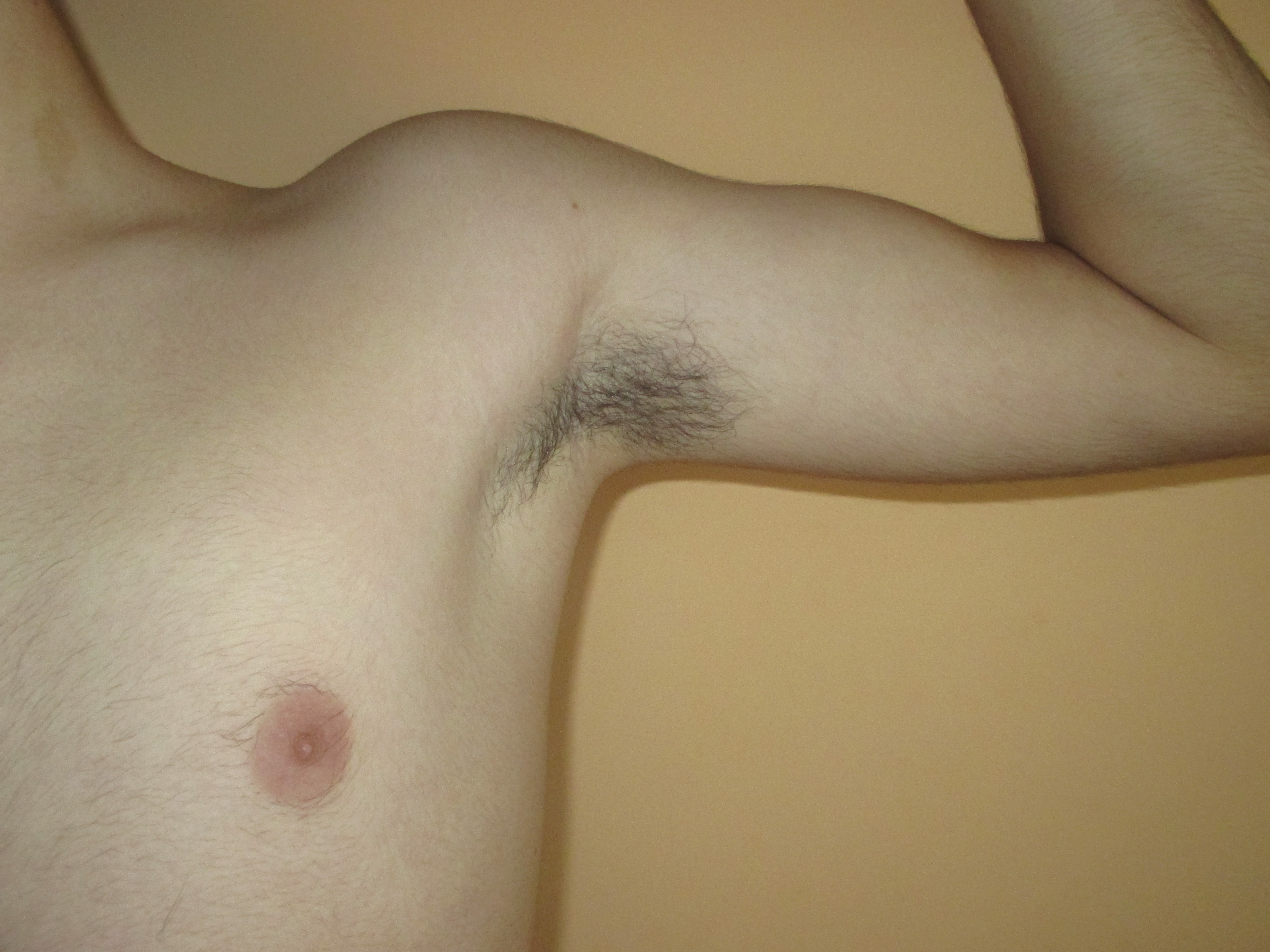
Axila masculina

A axila é um espaço cheio de gordura, a forma de um cone truncado, situada entre a parede torácica e lateral do braço. No seu ápice, é delimitada pela borda superior da escápula, a fronteira externa da primeira costela e do terço médio da clavícula e é através deste que as estruturas passam a partir do triângulo posterior do pescoço ao membro superior. A base da axila é formada pela pele e tecido subcutâneo. É delimitada anteriormente pelo peitoral maior e, a profundidade que, peitoral menor. A parede posterior extensão inferior à parede anterior e é formado, de cima para baixo por subscapularis, latissimus dorsi e teres grandes músculos. A axila é limitada medialmente pelo superior costelas e espaços intercostais, que estão aqui cobertas por folhas dos músculos serratus anterior. A parede lateral é fina, sendo representada pelo estreito intertubercular groove do úmero nos lábios de que os músculos das paredes anterior e posterior são inseridos. Ela contém a artéria e veia axilar, cordões e ramos do plexo braquial, coracobrachialis e músculos bíceps, axilar e vasos e gordura.

## Artéria axilar
A artéria axilar começa como a continuação da artéria subclávia no exterior das fronteiras da primeira costela, abaixo da média da clavícula. Passa pela axila a tornar-se a artéria braquial, uma vez que deixa a borda inferior de teres major. Ao longo de seu curso que está na musculatura da parede posterior da axila e está rodeado pelas cordas e ramos do plexo braquial. A veia axilar medial cabe a este feixe neurovascular; coracobrachialis a curto e cabeça de bíceps são laterais. Anteriormente, os vasos e nervos são atravessados pelo peitoral menor. A artéria axilar fornece ramos para a parte superior parede torácica, os músculos da articulação do ombro e axila. O seu maior ramo, a artéria subescapular, dá um importante contributo para o escapulário anastomoses, que prevê uma circulação colateral para o membro superior, em caso de obstrução da artéria axilar, por força de sua comunicação com os ramos da thyrocervical tronco que surgem a partir de artéria subclávia.

## Veia axilar
A veia axilar é uma continuação da veia braquial e sobe através da axila, medial à sua artéria, antes de deixá-lo a tornar-se a veia subclávia no exterior das fronteiras da primeira costela. Correspondem às suas sucursais da artéria, para além da veia cefálica, que drena os tecidos superficiais do membro superior. Ela sobe no sulco entre os músculos peitoral maior e deltóide antes de perfurar a fáscia profunda logo abaixo da clavícula. Obstrução da veia axilar por um trombo, embora não tão comum como a da perna veias, ocasionalmente ocorre após infusão prolongada hiperosmótica de fluidos e / ou alimentação intravenosa. Daqui resulta em edema agudo do membro superior e, possivelmente, embolia pulmonar.

## Nervo axilar
O nervo axilar é um nervo do corpo humano que surge do fascículo posterior do plexo braquial na altura da axila, o nervo axilar viaja através do espaço quadrangular com o umeral circunflexa posterior artéria e veia.

## Sistema linfático
Os vasos linfáticos na axila são superficiais ou profundos. O grupo de drenos superficiais da pele. Medialmente os vasos linfáticos acompanham a Veia subclávia e terminar no gânglios axilares. Lateralmente os vasos linfáticos acompanham a veia cefálica e drenagem via infraclavicular nodos na gânglios axilares.

## Pelos axilares

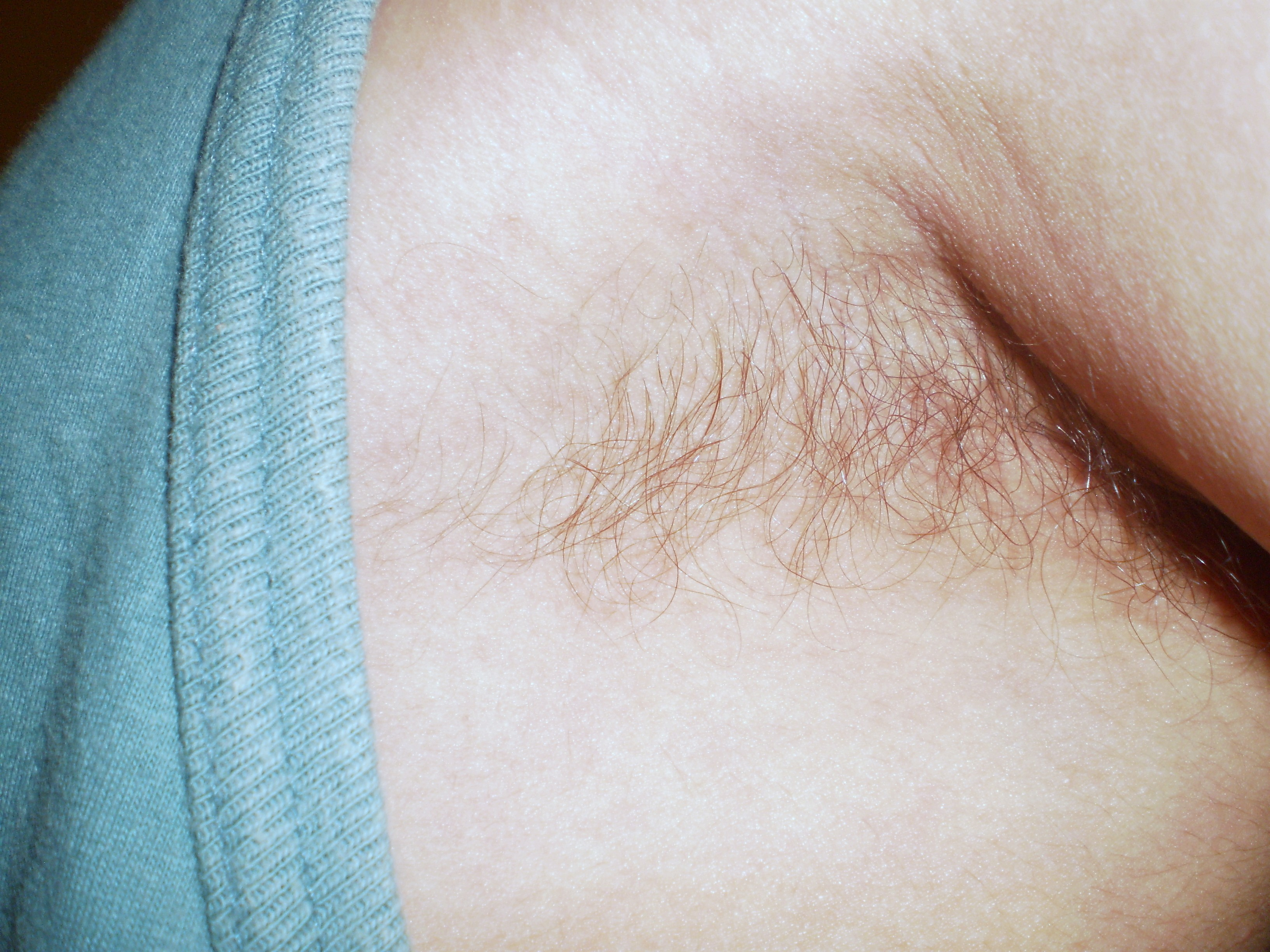
Pelos axilares

Os pelos axilares (hircos) são a composição do pelo na área da axila. Esse pelo, como a maioria dos outros pelos, normalmente começa a aparecer na puberdade o crescimento é normalmente concluído até o final da adolescência. A libertação de hormônios na axila, nesta fase do desenvolvimento humano sugere associação dos pelos na axila com a sexualidade. A resposta positiva a estímulos olfativos em mamíferos e, em conseqüência, a intensificação da sexual causada pela libertação de feromônios oferece dicas úteis sobre a finalidade e importância dos pelos axilares em seres humanos. Tem sido sugerido que o pêlo própria atos com um natural "anti-atrito" entre a parte superior do braço e tórax. Mais importante ainda, os pelos na axila naturalmente mantém umidade longe da pele, que ajuda a manter a pele seca o suficiente para impedir a colonização por bactérias que produzem odor. Os pelos  axilares começam entre a metade do processo da puberdade para os meninos e no começo da puberdade para as meninas, ou seja na adolescência, entre os 11 e 18 anos de idade, dependendo de cada metabolismo.

### Depilação nas Axilas
Socialmente, mulheres as depilam, ou seja, retiram os pelos de suas axilas, no entanto, homens também podem depilá-las sem nenhum problema. A depilação das axilas é visto como higiene básica, normalmente se depilam com cera quente, lâminas e outros instrumentos.

## Galeria

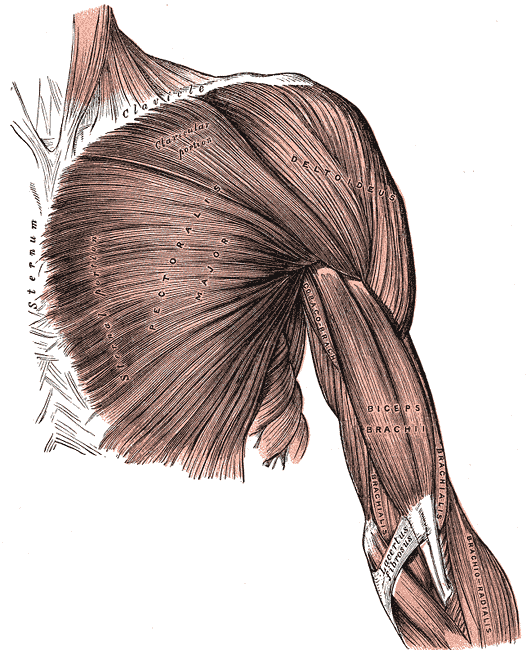
Músculos superficiais do peito e da frente do braço.
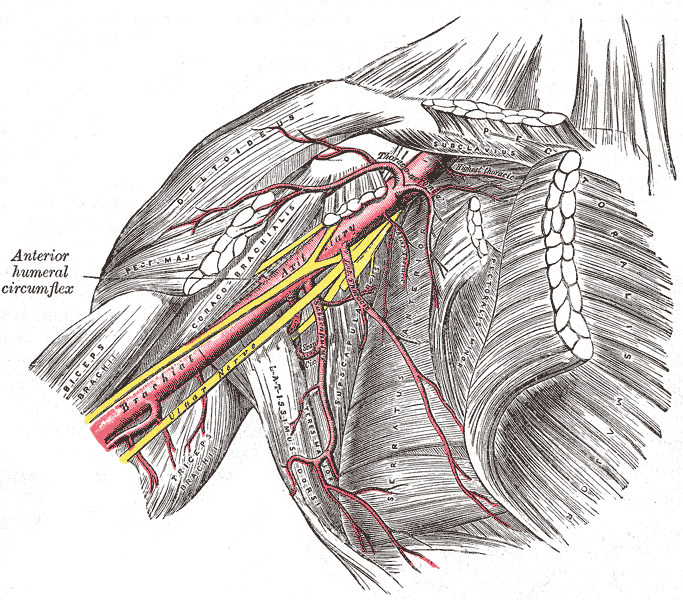
Artéria axilar e seus ramos - anterior vista do membro superior direito e tórax.
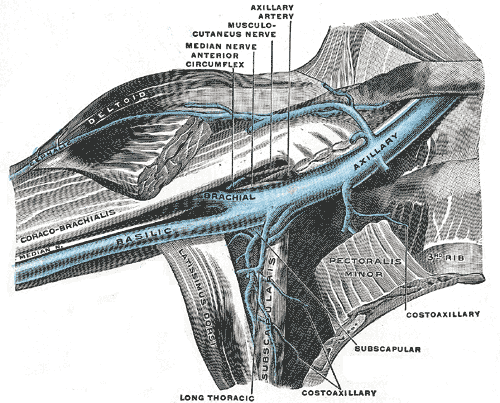
As veias da axila direita, na vista frontal.

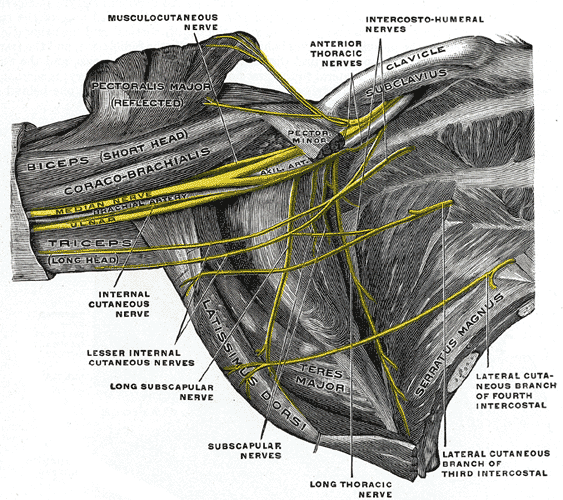
A vista direita do plexo braquial (porção infraclavicular) na fossa axilar; visualizado a partir da vista inferior e superior (de baixo e de frente).
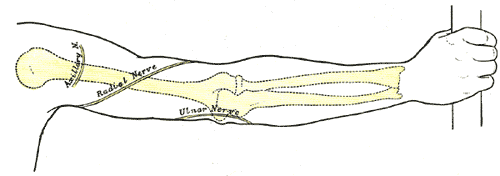
A extremidade superior direito, mostrando superfície inscrições para os ossos e nervos.
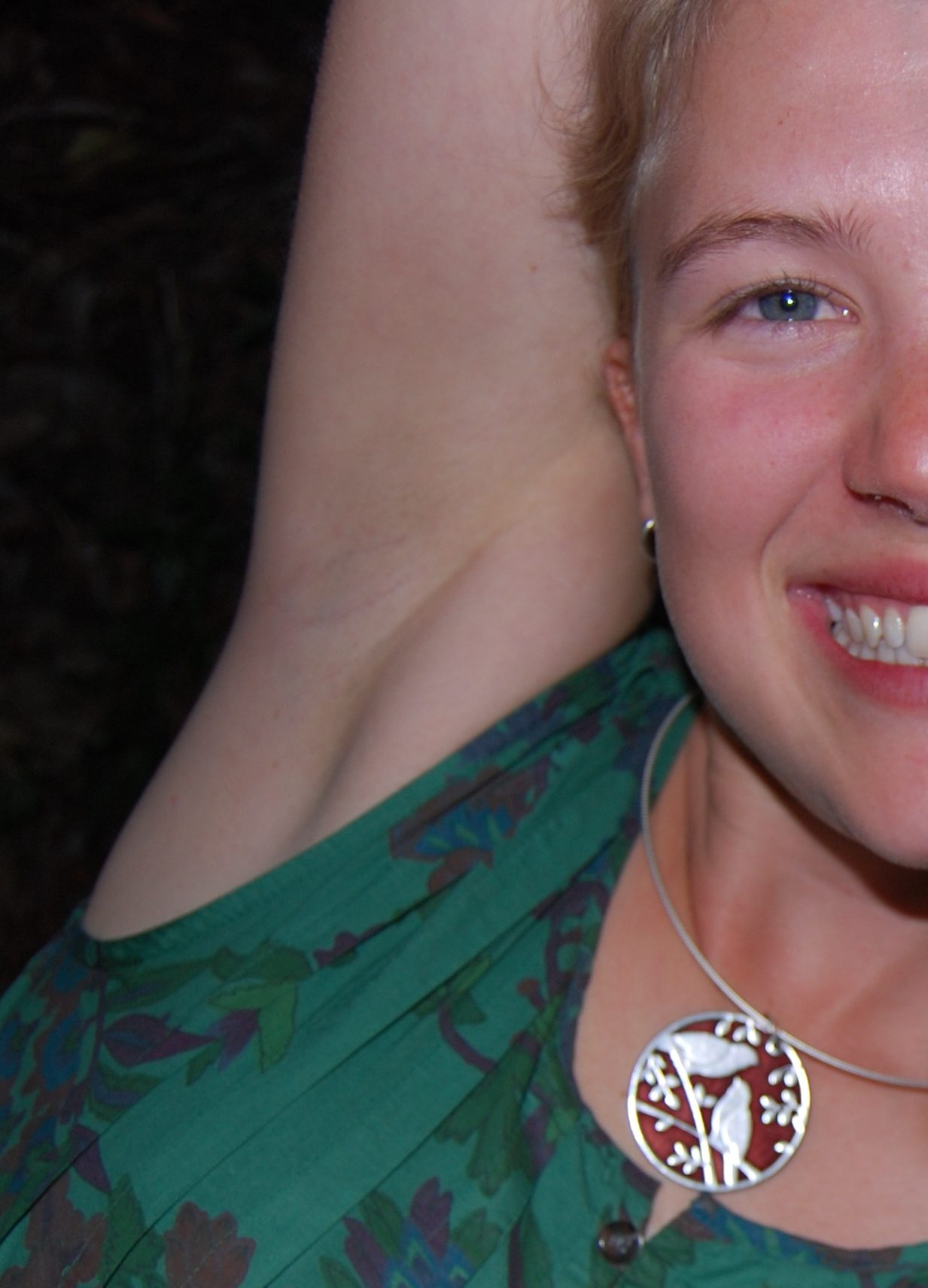
Axila feminina.

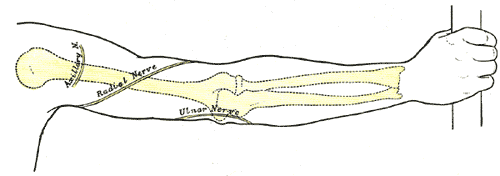
A extremidade superior direito, mostrando superfície inscrições para os ossos e nervos.
Diagrama de distribuição segmentar dos nervos axilares cutâneos da extremidade superior direito.